# Tegan Jovanka
Tegan Jovanka – postać fikcyjna związana z brytyjskim serialem science-fiction pt. Doktor Who. W postać wcielała się Janet Fielding.
Tegan była towarzyszką czwartego i piątego Doktora. Pojawiała się w serialu w latach 1981-1984 i była jedną z najdłużej występujących kompanów Doktora w historii serialu. Janet Fielding dodatkowo pojawiła się w roli Tegan w 1985 roku w specjalnym odcinku pt.: A Fix with Sontarans u boku szóstego Doktora.
Jako jedna z niewielu towarzyszy była Australijką. Według książki Cold Fusion dziadek Tegan od strony ojca pochodził z Jugosławii, a Australię nazywał "nowym światem".

## Opis postaci
Po raz pierwszy Tegan pojawia się w ostatniej historii Czwartego Doktora pt. Logopolis (1981), kiedy to wraz z ciocią Vanessą próbuje dostać się na Lotnisko Heathrow, gdzie ma podjąć nową pracę jako stewardesa w Air Australia. Po drodze koło od samochodu, którym jedzie Tegan z ciotką łapie gumę. Tegan szukając pomocy, wchodzi do TARDIS. Niedługo po tym gubi się w korytarzach TARDIS. Gdy udaje się jej stamtąd wydostać, trafia na czwartego Doktora i Adrica. Jest ona później obecna przy regeneracji Doktora.
Tegan jest kobietą głośną, upartą i bezpośrednią oraz nie boi się mówić, co ma na myśli. Towarzysząc Doktorowi, Tegan odwiedza m.in. Gallifrey, planetę Manussę czy Anglię w 1215 roku. Podczas podróży przeżyła śmierć Adrica, odejście Nyssy i dołączenie Turloughta. W historii The King's Demons poznała również jednego z towarzyszy Doktora, Kameliona. Najbliższe stosunki utrzymywała z Nyssą i była najbardziej rozczarowana jej odejściem z załogi TARDIS. W stosunku do Turgloutha początkowo jest podejrzliwa, ale stopniowo pomiędzy nimi relacje się ocieplają. Doktor uważał Tegan za dobrą koordynatorkę i często dodawał jej odwagi słowami: Odwagi, Tegan! (Braveheart, Tegan!). W historii The Five Doctors Tegan poznaje wcześniejsze wcielenia Doktora, a także kilku jego towarzyszy.
Podczas podróży z Doktorem, Tegan przeżywa wiele traumatycznych przeżyć w tym m.in. śmierć cioci Vanessy i Adrica czy opętanie przez Marę. Traumatyczne przeżycia stają się głównym powodem odejścia Tegan w historii Resurrection of the Daleks (1984). Tegan pojawia się na moment w 4. części historii The Caves of Androzani (1984) jako wspomnienie oraz w odcinku A Fix with Sontarans (1985) z szóstym Doktorem.
W odcinku Śmierć Doktora (serial spin-off Przygody Sary Jane) Sara Jane mówi, że Tegan pracuje na rzecz praw aborygenów w Australii.
W serialu pojawia się kilku członków rodziny Tegan. Wśród nich można wyróżnić:
- ciocię Vanessę (Dolore Whiteman), z którą jechała na lotnisko, zabitą przez Mistrza[3],
- dziadka Andrew Verneya (Frederick Hall), który mieszkał w wiosce Little Hodcombe w Anglii[17],
- kuzyna Colina Frazera (Alastair Cumming), którego zaatakował Omega[4].

## Za kulisami
Janet Fielding po latach stwierdziła, że "ta rola była nieco frustrująca". Skarżyła się również na ówczesnego producenta John Nathan-Turnera, który powiedział jej że "towarzyszki są tylko dla ojców", co nie odpowiadało Fielding, która miała poglądy feministyczne i uważała, że rola towarzyszki "powinna służyć jako punkt odniesienia dla młodych kobiet". W rankingu "najlepszych doktorów i towarzyszy" przeprowadzonym przez Radio Times z okazji 50-lecia istnienia serialu, postać Tegan zajęła 18. miejsce z 51. możliwych. Andrew Allen dla serwisu Cultbox, w swojej recenzji zestawu DVD Resurrection Of The Daleks opisał Tegan jako "najbardziej iskrzącą i najzwinniejszą towarzyszkę z klasycznych serii".

## Występy

### Telewizyjne
| Historia                                | Data premiery      | Data premiery      | Źródło             |
| Historia                                | Pierwszy odcinek   | Ostatni odcinek    | Źródło             |
| Sezon 18 (1980-81)                      | Sezon 18 (1980-81) | Sezon 18 (1980-81) | Sezon 18 (1980-81) |
| --------------------------------------- | ------------------ | ------------------ | ------------------ |
| Logopolis                               | 28 lutego 1981     | 21 marca 1981      | [ 21 ] [ 3 ]       |
| Sezon 19 (1982)                         |                    |                    |                    |
| Castrovalva                             | 4 stycznia 1982    | 12 stycznia 1982   | [ 22 ] [ 23 ]      |
| Four to Doomsday                        | 18 stycznia 1982   | 26 stycznia 1982   | [ 24 ] [ 25 ]      |
| Kinda                                   | 1 lutego 1982      | 9 lutego 1982      | [ 26 ] [ 12 ]      |
| The Visitation                          | 15 lutego 1982     | 23 lutego 1982     | [ 27 ] [ 28 ]      |
| Black Orchid                            | 1 marca 1982       | 2 marca 1982       | [ 29 ] [ 30 ]      |
| Earthshock                              | 8 marca 1982       | 16 marca 1982      | [ 31 ] [ 7 ]       |
| Time-Flight                             | 22 marca 1982      | 30 marca 1982      | [ 32 ] [ 33 ]      |
| Sezon 20 (1983)                         |                    |                    |                    |
| Arc of Infinity (odcinki 2-4)           | 3 stycznia 1983    | 12 stycznia 1983   | [ 34 ] [ 4 ]       |
| Snakedance                              | 18 stycznia 1983   | 26 stycznia 1983   | [ 35 ] [ 5 ]       |
| Mawdryn Undead                          | 1 lutego 1983      | 9 lutego 1983      | [ 36 ] [ 9 ]       |
| Terminus                                | 15 lutego 1983     | 23 lutego 1983     | [ 37 ] [ 8 ]       |
| Enlightenment                           | 1 marca 1983       | 9 marca 1983       | [ 38 ] [ 39 ]      |
| The King's Demons                       | 15 marca 1983      | 16 marca 1983      | [ 40 ] [ 6 ]       |
| Specjalny na 20-lecie istnienia serialu |                    |                    |                    |
| The Five Doctors                        | 23 listopada 1983  | 23 listopada 1983  | [ 41 ] [ 11 ]      |
| Sezon 21 (1984)                         |                    |                    |                    |
| Warriors of the Deep                    | 5 stycznia 1984    | 13 stycznia 1984   | [ 42 ] [ 10 ]      |
| The Awakening                           | 19 stycznia 1984   | 20 stycznia 1984   | [ 43 ] [ 17 ]      |
| Frontios                                | 26 stycznia 1984   | 3 lutego 1984      | [ 44 ] [ 45 ]      |
| Resurrection of the Daleks              | 8 lutego 1984      | 15 lutego 1984     | [ 46 ] [ 13 ]      |

### Słuchowiska
| - The Gathering (2006) - The Darkening Eye (2008) - Ringpullworld (2009) - Freakshow (2010) - Cobwebs (2010) - The Whispering Forest (2010) - The Cradle of the Snake (2010) - Heroes of Sontar (2011) - Kiss of Death (2011) - Rat Trap (2011) - The Lions of Trafalgar (2011) - The Elite (2011) - Hexagora (2011) - The Children of Seth (2011) | - The Emerald Tiger (2012) - The Jupiter Conjunction (2012) - The Butcher of Brisbane (2012) - Eldrad Must Die! (2013) - Smoke and Mirrors (2013) - The Lady of Mercia (2013) - Prisoners of Fate (2013) - The Light at the End (2013) - The Fifth Doctors Box Set (2014) - Mistfall (2015) - Equilibrium (2015) - The Entropy Plague (2015) - The King of the Dead (2015) - The Waters of Amsterdam (2016) |

### Książki
Z serii Virgin Missing Adventures
- Goth Opera autorstwa Paula Cornella
- The Crystal Bucephalus autorstwa Craiga Hintona
- The Sands of Time autorstwa Justina Richardsa
- Cold Fusion autorstwa Lance'a Parkina

Z serii Past Doctor Adventures
- Zeta Major autorstwa Simona Messinghama
- Deep Blue autorstwa Marka Morrisa
- Divided Loyalties autorstwa Gary'ego Russella
- The King of Terror autorstwa Keitha Toppinga
- Fear of the Dark autorstwa Trevora Baxendalego

### Opowiadania
- "Birth of a Renegade" autorstwa Erica Sawarda (Radio Times Doctor Who 20th Anniversary Special)
- "The Birth of Fire" autorstwa Stephena Moxona (Doctor Who Magazine 122)
- "Girls' Night In" autorstwa Mikego Tuckera i Roberta Perry'ego (DWMS Holiday 1992)
- "Encounter on Burnt Snake Flat" autorstwa Marca Platta (Doctor Who Yearbook 1993")
- "Lackaday Express" autorstwa Paula Cornella (Decalog)
- "Good Companions" autorstwa Peter Anghelides (More Short Trips)
- "Perfect Day" autorstwa Marka Gatissa (Doctor Who Yearbook 1994)
- "Hearts of Stone" autorstwa Steve'a Lyonsa (Short Trips: Companions)
- "Qualia" autorstwa Stephena Fewella (Short Trips: Companions)
- "Soul Mate" autorstwa Davida Baileya (Short Trips: A Universe of Terrors)
- "No Exit" autorstwa Kate Orman (Short Trips: Steel Skies)
- "The Immortals" autorstwa Simona Guerriera (Short Trips: Past Tense)
- "Fixing a Hole" autorstwa Samanthy Baker (Short Trips: Past Tense)
- "Lant Land" autorstwa Jonathana Morrisa (Short Trips: Life Science)
- "The Assassin's Story" autorstwa Andrew Collinsa (Short Trips: Repercussions)
- "Categorical Imperative" autorstwa Simona Guerriera (Short Trips: Monsters)
- "In the TARDIS: Christmas Day" autorstwa Vala Douglasa (Short Trips: A Christmas Treasury)
- "Last Minute Shopping" autorstwa Neila Perrymana (Short Trips: A Christmas Treasury)
- "Rome" autorstwa Marcusa Flavina (Short Trips: The History of Christmas)
- "Wake" autorstwa Jake'a Elliota (Short Trips: Farewells)
- "The Velvet Dark" autorstwa Stewarta Sheargolda (Short Trips: Farewells)
- "Life After Queth" autorstwa Matta Kimptona (Short Trips: Farewells)
- "Falling from Xi'an" autorstwa Stevena Savilego (Short Trips: The Centenarian)
- "First Born" autorstwa Edwarda Graingera (Short Trips: The Centenarian)
- "Men of the Earth" autorstwa Kevina Killiany'ego (Short Trips: Destination Prague)
- "Keeping it Real" autorstwa Josepha Lidstera (Short Trips: The Ghosts of Christmas)
- "Goths and Robbers" autorstwa Diane Duane (Short Trips: The Quality of Leadership)
- "Gudok" autorstwa Magsa L Hallidaya (Short Trips: Transmissions)
- "The Fall of the Druids" autorstwa Davida N Smitha (Short Trips: Indefinable Magic)
- "The Constant Doctor" autorstwa Andrew Smitha (The Scientific Secrets of Doctor Who)

### Komiksy
- "On The Planet Isopterus" autorstwa Glenn Rix (Doctor Who Annual 1983)
- "Time & Time Again" autorstwa Paula Cornella i Johna Ridgwaya (Doctor Who Magazine 207)
- "The Lunar Strangers" autorstwa Garetha Robertsa i Martina Geraght (Doctor Who Magazine 215–217)
- "Blood Invocation" autorstwa Paula Cornella i Johna Ridgwaya (Doctor Who Magazine Yearbook 1995)
- "The Forgotten" autorstwa Tony'ego Leego, Pia'y Guerra'y, Stefano'ego Martino'ego i Kelly Yates (IDW Publishing 2008-2009)
- "Prisoners of Time" autorstwa Scotta i Davida Tiptonów (IDW Publishing 2013)
- "The Meeting" autorstwa Paula Cornella i Rachaela Smitha (Titan Comics 2015)